# Окрошка
Окрошка (на руски: окрошка) е традиционна руска студена супа. Името произлиза от крошить, което означава натрошаване на малки парчета.
В класическия вариант в супата се ползва смес от свежи зеленчуци: краставици, нарязани на кубчета или настъргани на ренде; репички, настъргани; варени картофи, нарязани на малки кубчета, яйца и зелен лук. Може да се добави, варен колбас, шунка или варен говежди език. Овкусява се със сол, лъжичка горчица и/или лимонов сок. Всичките тези продукти се нарязват по възможност на еднаква големина. Това дава възможност максимално да се съчетаят вкусовете. Получената смес се залива с квас.
Съществуват съвременни варианти на окрошка с киселец, спанак, мариновани каперси или морско зеле (вид водорасли).
Като вариант в началото на XX век хората са ползвали вместо квас простокваша, сродна на българското кисело мляко, а в 60-те години – кефир, производството на който става масово. Сега може да се ползват: йогурт, айрян, тан, мацони или ацедофилни млека. Квасът с млечни продукти не е традиционен. Съществуват и разновидности с бира или суроватка, но те се срещат рядко.
Въпросът коя окрошка е по-вкусна, с квас или с кефир, е реторичен.